# Грб Луганске Народне Републике
Грб Луганске Народне Републике је званични грб и један од државних симбола делимично признате Луганске Народне Републике, уз заставу и химну.

## Карактеристике
Грб је усвојен 29. октобра 2014. године. Представља црвену звезду петокраку, која је уоквирена белим рубом и златним зрацима. Лево и десно од звезде су златни класови, испреплетени транспарентом у бојама државне заставе Луганске Народне Републике, по једна боја заставе за сваки колут заставе — плава, тамно плава и црвена. Иза класја је са сваке стране круна од храстовог лишћа. Испод звезде су приказане боје националне заставе, на свакој од обојених пруга су речи — Луганска, Народна, Република, од врха до дна по редоследу. Натпис је израђен златним писмом са серифима. Изнад црвене звезде петокраке на самом врху је осмокрака златна звезда, у коју се спајају оба житна класја.

## Галерија
- Грб ЛНР у априлу — мају 2014.
- Грб Луганске области
- Грб ЛНР у јуну — октобру 2014.